# Le Mesnil-Réaume
Le Mesnil-Réaume – miejscowość i gmina we Francji, w regionie Normandia, w departamencie Sekwana Nadmorska.
Według danych na rok 1990 gminę zamieszkiwały 464 osoby, a gęstość zaludnienia wynosiła 84 osoby/km² (wśród 1421 gmin Górnej Normandii Le Mesnil-Réaume plasuje się na 479. miejscu pod względem liczby ludności, natomiast pod względem powierzchni na miejscu 647.).